# Episodi di Il commissario Köster (trentanovesima stagione)
La trentanovesima stagione della serie televisiva Il commissario Köster è stata trasmessa in prima visione negli Germania da ZDF dal 2 gennaio al 23 ottobre 2015.
In Italia, è stata trasmessa come quarta stagione della serie televisiva Il commissario Voss.
| n. | Titolo originale     | Titolo italiano       | Prima TV Germania | Prima TV Italia |
| -- | -------------------- | --------------------- | ----------------- | --------------- |
| 1  | Mord in den Alpen    | Un paradiso distrutto | 2 gennaio 2015    | 20 agosto 2019  |
| 2  | Innere Werte         |                       | 3 aprile 2015     |                 |
| 3  | Blutige Spur         |                       | 10 aprile 2015    |                 |
| 4  | Alpenglühen          |                       | 17 aprile 2015    |                 |
| 5  | Unstillbare Gier     |                       | 24 aprile 2015    |                 |
| 6  | Der Tote im Acker    | Il cadavere nel campo | 1º maggio 2015    | 3 maggio 2020   |
| 7  | Tödlicher Verrat     | Tradimento mortale    | 2 febbraio 2015   | 10 maggio 2020  |
| 8  | Vaterliebe           | Amore paterno         | 9 settembre 2015  | 17 maggio 2020  |
| 9  | Die Gunst der Stunde | Vite in gioco         | 16 ottobre 2015   | 24 maggio 2020  |
| 10 | Sündenfall           |                       | 23 ottobre 2015   | 31 maggio 2020  |